# Pronoctua
Pronoctua là một chi bướm đêm thuộc họ Noctuidae.

## Loài
- Pronoctua craboi Lafontaine, 1998
- Pronoctua peabodyae (Dyar, 1903)
- Pronoctua pyrophiloides (Harvey, 1876)
- Pronoctua typica Smith, 1894